# Ayşenur Sormaz
Ayşenur Sormaz (* 10. Mai 2000 in Ardeşen) ist eine türkische Handballspielerin. Sie ist türkische Nationalspielerin und spielt daneben auch Beachhandball.

## Hallenhandball
Sormaz spielt als linke Rückraumspielerin für den Erstligisten Muratpaşa Belediyesi SK in Antalya. 2018/19 scheiterte Sormaz mit Muratpaşa in der Qualifikationsphase zur EHF Champions League und spielte daraufhin im EHF-Pokal der Frauen 2018/19. Dort scheiterte sie mit ihrer Mannschaft in der zweiten Runde an H 65 Höör aus Schweden. 2019 gewann sie mit Muratpaşa den türkischen Pokal. 2019/20 spielte sie mit Belediyesi erneut im EHF-Pokal, wo die Mannschaft jedoch schon in der ersten Runde an A.C. PAOK aus Griechenland scheiterte. 2020/21 spielte sie mit Belediyesi wieder im EHF European Cup. Die Mannschaft konnte das Achtelfinale erreichen und schied in einem innertürkischen Duell gegen Yalıkavak Spor Kulübü aus.
Sormaz spielte 2017 beim U17-Ersatzturnier für Nicht-EM-Teilnehmer in Klaipėda, Litauen, und wurde dort mit der türkischen U17 Dritte. Zwei Jahre später spielte sie an selber Stelle beim Turnier der U19 und wurde erneut Dritte. 2019 nahm sie mit der türkischen A-Nationalmannschaft an der aufgrund der COVID-19-Pandemie abgebrochenen Qualifikation zur Europameisterschaft teil, konnte sich aber nicht qualifizieren.

## Beachhandball

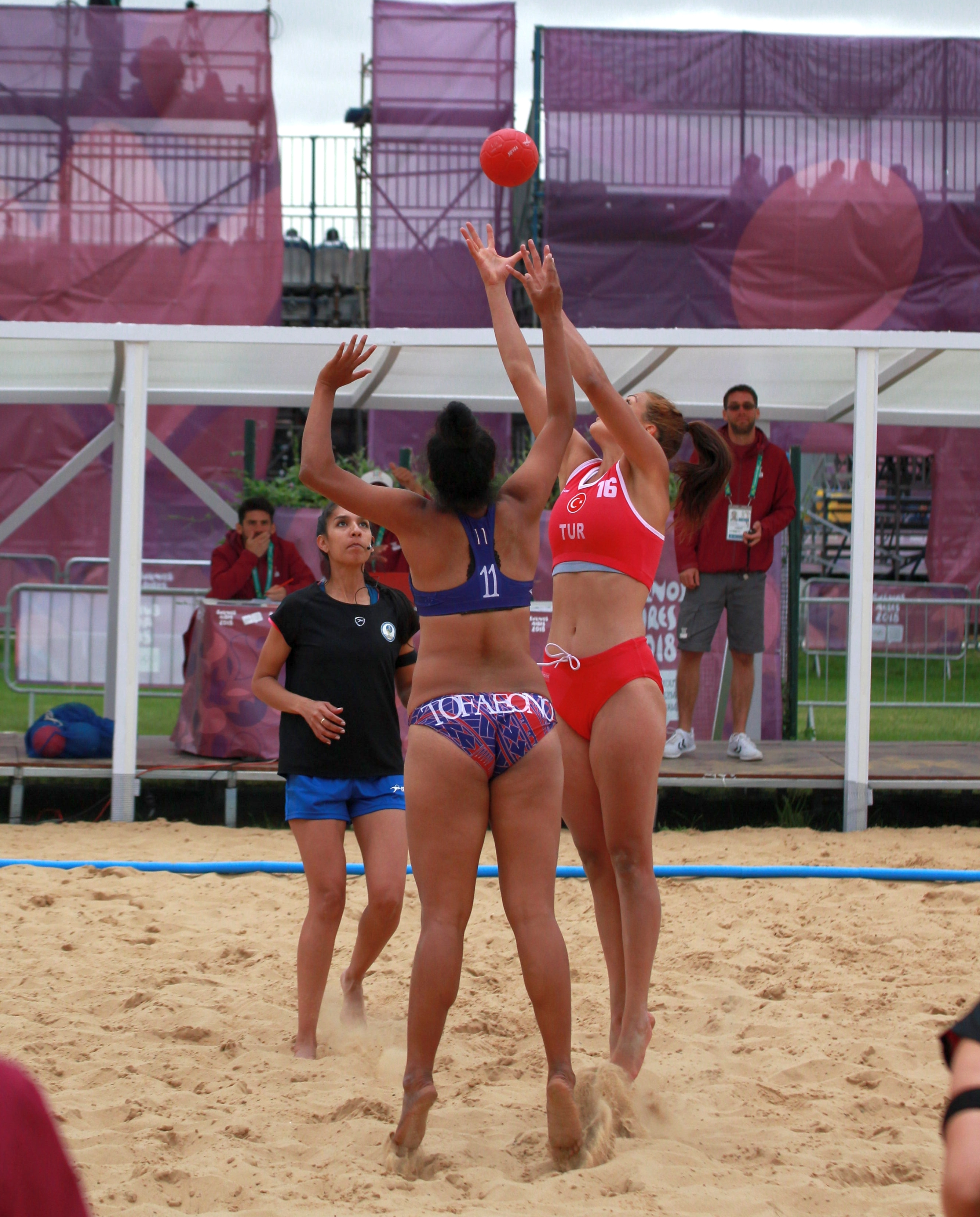
Sormaz beim Anwurf gegen Philomena Tofaeono im Trostrundenspiel gegen Amerikanisch-Samoa

Obwohl die Türkei die direkte Qualifikation verpasst hatte, konnte die Türkei als nachrückende Mannschaft an den Olympischen Jugend-Sommerspielen 2018 von Buenos Aires teilnehmen, da andere qualifizierte Nationen ihre Mannschaften lieber in anderen Sportarten antreten ließen und abgesehen von den Gastgebern jede Nation nur zwei Mannschaften pro Geschlecht bei den Spielen starten lassen durfte. In Argentinien bildeten Sormaz oder alternativ Beyza Karaçam mit Dilek Yılmaz und Serap Yiğit das Verteidigertrio vor den Torhüterinnen Ceyhan Coşkunsu und Sude Karademir. Als Läuferin spielte sie häufig in Angriff und Verteidigung. Das erste Spiel gegen die Gastgeberinnen endete mit einer klaren Niederlage in zwei Sätzen. Auch das zweite Spiel gegen Venezuela ging verloren, mit zehn Punkten war Sormaz aber beste Werferin ihrer Mannschaft. Zudem gab sie ein Assist und wurde für einen Strafwurf gefoult. Auch das Spiel gegen die Mitfavoritinnen aus den Niederlanden wurde klar verloren, Sormaz war mit sechs Punkten zweitbeste Werferin nach Eda Nur Kılıç, leistete einen Assist und erhielt eine Zeitstrafe. Zudem leistete sie sich drei schwere Ballverluste (Turnover). Gegen Paraguay konnte immerhin der erste Satz des Turniers gewonnen werden, dennoch verlor die Türkei im Shootout. Sormaz war nach Beyzanur Türkyılmaz mit acht Punkten erneut zweitbeste Werferin. Gegen die Mannschaft Hongkongs konnte das erste Spiel des Turniers in zwei knappen Abschnitten gewonnen werden, Sormaz erzielte keine Punkte, doch konnte sie in der Defensive einen Ball erobern und einen gegnerischen Wurf blocken, zudem erhielt sie eine Zeitstrafe. In der Tabelle der Vorrundengruppe waren die Türkinnen dank des Sieges Vorletzte geworden und standen nun in der Platzierungsrunde.

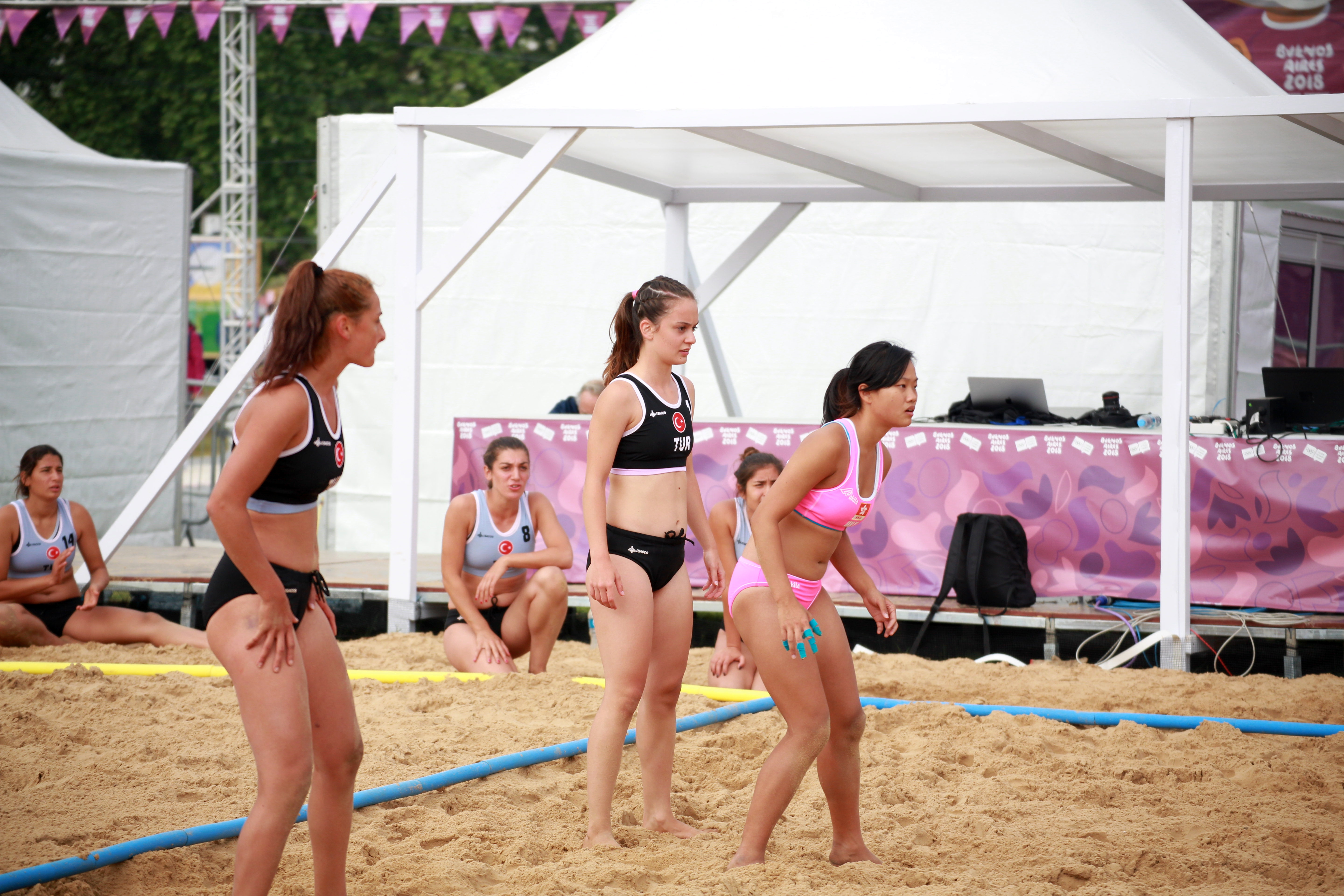
Sormaz (links) und Dilek Yılmaz verteidigen gegen Lok Yee Li im Hauptrundenspiel gegen Hongkong

Deutlicher war der Sieg im nächsten Spiel gegen Amerikanisch-Samoa. Sormaz war in der Offensive besonders auffällig und erzielte nach Beyza Karaçam mit elf Punkten die zweitmeisten. Daneben gab sie einen Assist und wurde einmal strafstoßreif gefoult. Gegen Russland gab es wieder eine deutliche Niederlage. Sormaz machte ein schwaches Spiel, blieb ohne jeden Treffer und hatte drei schwerwiegende Ballverluste. Das letzte Spiel in der Platzierungsgruppe war erneut ein deutlicher Sieg über Mauritius, Sormaz blieb unauffällig. Mit insgesamt sechs Punkten wurde die Türkei Dritte der Platzierungsrunde und musste im Spiel um Platz neun erneut gegen Hongkong antreten, das dieses Mal deutlich geschlagen wurde. Sormaz war vor allem mit drei Ballgewinnen auffällig. Mit 39 Punkten aus neun Spielen war sie nach Türkyılmaz, Karaçam und Yiğit viertbeste türkische Scorerin.

## Einzelbelege
1. ↑  European Handball Federation - 2017 W17 CHAMPIONSHIP / Championship - LTU. Abgerufen am 10. Mai 2021 (englisch).
2. ↑  European Handball Federation - 2019 W19 CHAMPIONSHIP / Tournament - LTU. Abgerufen am 10. Mai 2021 (englisch).
3. ↑  European Handball Federation - 2020 Women's EHF EURO / Women's EHF EURO 2020 Q Phase 2. Abgerufen am 10. Mai 2021 (englisch).
4. ↑  2018 Summer Youth Olympics Official Result Book Beach handball

| Personendaten    | Personendaten                                  |
| ---------------- | ---------------------------------------------- |
| NAME             | Sormaz, Ayşenur                                |
| ALTERNATIVNAMEN  | Sormaz, Aysenur                                |
| KURZBESCHREIBUNG | türkische Handball- und Beachhandballspielerin |
| GEBURTSDATUM     | 10. Mai 2000                                   |
| GEBURTSORT       | Ardeşen                                        |